# Troszczyn
Troszczyn – wieś w Polsce, położona w województwie wielkopolskim, w powiecie nowotomyskim, w gminie Opalenica.
W latach 1975–1998 miejscowość administracyjnie należała do województwa poznańskiego.
W okresie Wielkiego Księstwa Poznańskiego (1815-1848) wieś wzmiankowana była jako Troszczyn Olędry i należała do wsi większych w ówczesnym powiecie bukowskim, który dzielił się na cztery okręgi (bukowski, grodziski, lutomyślski oraz lwowkowski). Troszczyn Olędry należał do okręgu grodziskiego i stanowił część obszernego majątku Grodzisk (Grätz), którego właścicielem był wówczas Szolc i Łubieński. Według spisu urzędowego z 1837 roku wieś liczyła 173 mieszkańców i 21 dymów (domostw).
W czasie pierwszego spisu powszechnego w wolnej Polsce w 1921 r. naliczono we wsi 27 gospodarstw z 225 mieszkańcami. 204 mieszkańców podało narodowość polską, a 24 niemiecką. W czasie okupacji niemieckiej miejscowość nazwano Wiesenhauland.

## Integralne części wsi
| SIMC    | Nazwa    | Rodzaj    |
| ------- | -------- | --------- |
| 0592354 | Sielinko | część wsi |

## Urodzeni w Troszczynie
- Dionizy Vogel